# Mayran
Mayran – miejscowość i gmina we Francji, w regionie Oksytania, w departamencie Aveyron. W 2013 roku jej populacja wynosiła 661 mieszkańców. Przez gminę przepływa rzeka Aveyron. 

## Zabytki
Zabytki w miejscowości posiadające status monument historique:
- Szopa klasztorna w osadzie Ruffepeyre (fr. Grange monastique de Ruffepeyre)